# Evaldas Petrauskas
Evaldas Petrauskas (Šilutė, 19 marzo 1992) è un pugile lituano, della categoria dei pesi leggeri, vincitore della medaglia di bronzo alle olimpiadi di Londra 2012.

## Biografia
Petrauskas ha iniziato l'attività pugilistica a partire dal 1999, con l'allenatore Vince Murauskas. Successivamente la sua famiglia si è spostata in Irlanda per ragioni economiche.
Tornato in Lituania, è stato allenato da Vladimir Bajevas a partire dal 2008.
Il fratello Lucas è anch'egli un pugile.

## Carriera pugilistica
Petrauskas ha partecipato ad una edizione dei giochi olimpici (Londra 2012), una dei mondiali (Baku 2011) e una dei Giochi olimpici giovanili (Singapore 2010).

### Principali incontri disputati
Statistiche aggiornate al 25 settembre 2012.
| Evento              | Edizione       | Categoria        | Trentaduesimi               | Sedicesimi                       | Ottavi                         | Quarti                               | Semifinale                            | Finale                           | Pos. | Note  |
| ------------------- | -------------- | ---------------- | --------------------------- | -------------------------------- | ------------------------------ | ------------------------------------ | ------------------------------------- | -------------------------------- | ---- | ----- |
| Olimpiadi giovanili | Singapore 2010 | Leggeri (-60 kg) | N.D.                        | N.D.                             | N.D.                           | Thomas Vahrenholt ( Germania) V 6-2  | Krishan Vikas ( India) V 4-3          | Brett Mather ( Australia) V 13-4 |      | [ 1 ] |
| Mondiali            | Baku 2011      | Leggeri (-60 kg) | Jai Bhagwan ( India) P 8-15 | non qualificato                  | non qualificato                | non qualificato                      | non qualificato                       | non qualificato                  | 33º  | [ 2 ] |
| Olimpiadi           | Londra 2012    | Leggeri (-60 kg) | N.D.                        | Miklós Varga ( Ungheria) V 20-12 | Fatih Keleş ( Turchia) V 16-12 | Domenico Valentino ( Italia) V 16-14 | Soonchul Han ( Corea del Sud) P 16-18 | non qualificato                  |      | [ 3 ] |